# Hymn Europy
Hymn Europy – instrumentalna wersja Ody do radości pochodzącej z finału IX symfonii Beethovena w opracowaniu Herberta von Karajana, zaaprobowana przez Radę Europy i Unię Europejską. Z racji wielojęzycznego charakteru obu organizacji hymn Europy posiada jedynie wersję instrumentalną pozbawioną oryginalnego, niemieckojęzycznego tekstu.
Propozycja przyjęcia Ody do radości jako hymnu Europy wyszła od Zgromadzenia Parlamentarnego Rady Europy w 1971 roku i została zaakceptowana przez Komitet Ministrów Rady Europy w styczniu 1972 roku. Jednocześnie zwrócono się do Herberta von Karajana o odpowiednie zaaranżowanie tego utworu. Powstały wtedy trzy oddzielne wersje instrumentalne: na fortepian solo,  instrumenty dęte oraz na orkiestrę symfoniczną.
Oficjalnie po raz pierwszy hymn wykonano w 1972 roku w Dniu Europy. W 1986 roku Hymn Europy przyjęła jako własny również Wspólnota Europejska, a wraz z powstaniem Unii Europejskiej w 1993 roku, stał się on również jej hymnem. Od tej pory Rada Europy i Wspólnota Europejska (później Unia Europejska) dzielą wspólny hymn i flagę europejską.

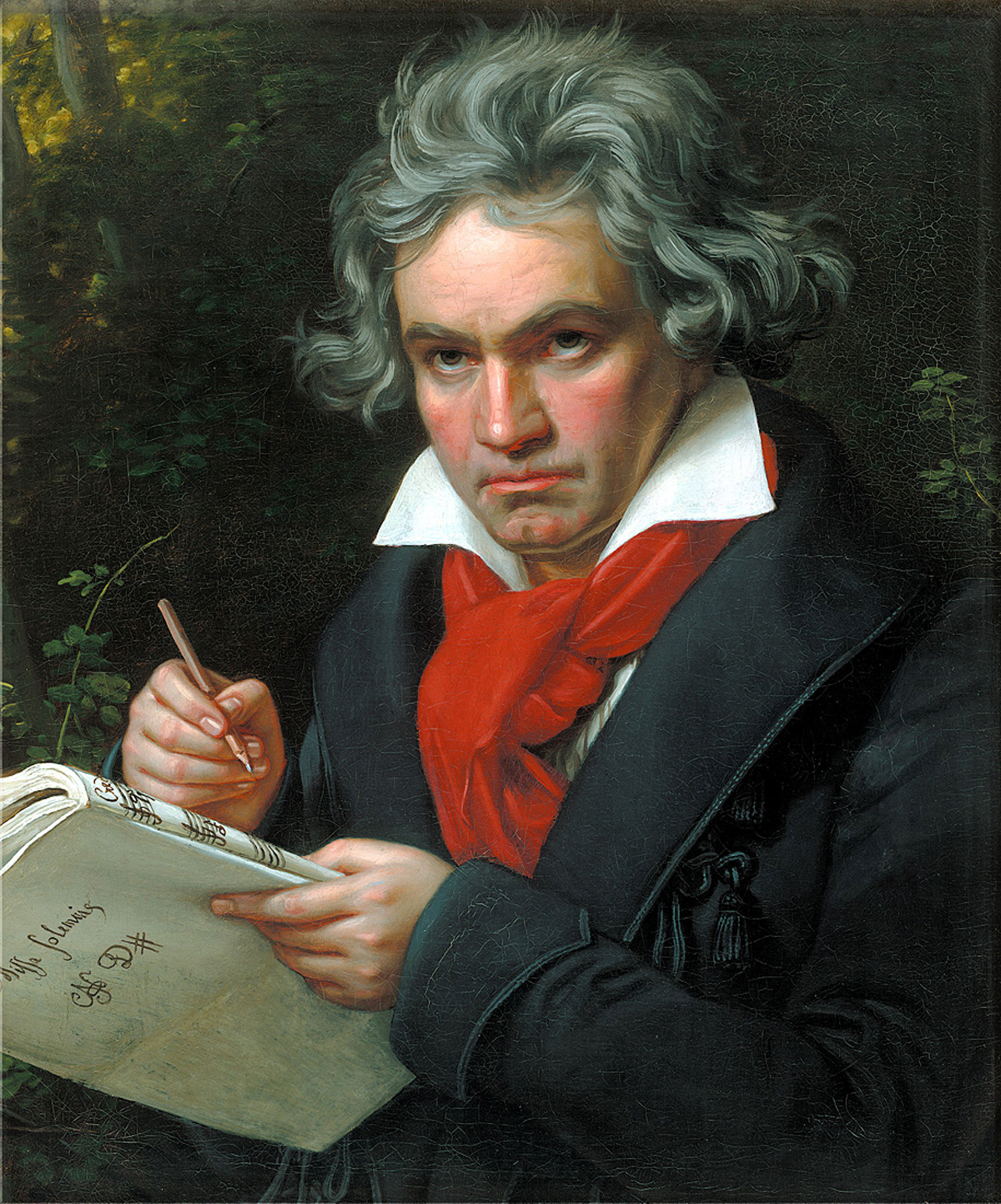
Ludwig van Beethoven

Tekst poematu Fryderyka Schillera, do którego Beethoven skomponował muzykę został odrzucony. Rada Europy podjęła taką decyzję, ponieważ chciano uniknąć problemów z wyborem języka, w jakim hymn miałaby być śpiewany. Drugim, rzadko dziś wspominanym argumentem, była ocena tekstu Schillera jako utworu odwołującego się do ogólnych wartości, a nie tylko europejskich.
Na początku XXI wieku, Peter Roland wystąpił z inicjatywą przyjęcia łacińskiego tłumaczenia Ody do radości jako tekstu hymnu. Nagrano płytę z proponowaną wersją z przekładem autorstwa Rolanda, która jest rozpowszechniana w Europie. Egzemplarz nagrania został podarowano podczas wizyty w Wiedniu w lutym 2004 roku przewodniczącemu Komisji Europejskiej Romano Prodiemu. Celem tych działań jest zamieszczenie w konstytucji Unii Europejskiej wersji z tekstem.
Hymn Europy grany jest corocznie 9 maja – w Dniu Europy. Towarzyszy też uroczystościom i szczytom Unii wraz z hymnem państwa, które w danym półroczu przewodniczy Unii.